# Alenka Iskra
Alenka Iskra, slovenska podjetnica in političarka, * 10. april 1961.
Znana je kot večletna direktorica mariborske hotelsko-gostinske družbe Terme Maribor d.d. in nato kriznem vodenju Rimskih term. Te so med njenim vodenjem leta 2013 pristale v stečaju, nakar se je leta 2014 lotila socialnega podjetništva in v Mariboru soustanovila zadrugo.
Na lokalnih volitvah 2018 nastopa kot kandidatka Socialnih demokratov za županjo Mestne občine Maribor.
Zdaj je podžupanja Mestne občine Maribor.